# Nilam Xess
Nilam Sanjeep Xess est un joueur de hockey sur gazon indien évoluant au poste de défenseur au CAGI et avec l'équipe nationale indienne.

## Biographie
Nilam est né le 7 novembre 1998 dans l'état d'Odisha,.

## Carrière
Il a été appelé en 2016 pour concourir aux Jeux sud-asiatiques de 2016 à Guwahati.

## Palmarès
- : 2e aux Jeux sud-asiatiques en 2016
- : 3e au Champions Trophy d'Asie en 2021
- : 3e à la Coupe d'Asie en 2022